# Gallup-Gletscher
Der Gallup-Gletscher ist ein 20 km langer Gletscher in der antarktischen Ross Dependency. Er fließt im Königin-Maud-Gebirge in östlicher Richtung zwischen Mount Rosenwald und Mount Black zum Shackleton-Gletscher, in den er nördlich des Matador Mountain einmündet.
Das Advisory Committee on Antarctic Names benannte ihn 1966 nach Frederick S. Gallup Jr. (1921–1984) von der United States Navy, kommandierender Offizier der Flugstaffel VX-6 während der Operation Deep Freeze des Jahres 1965.